# Musique urbaniste
La musique urbaniste (à ne pas confondre avec la musique urbaine ou musique de rue apparue à la fin du XXe siècle) est un type de musique apparu à l'époque moderniste et est censé illustrer la technologie émergente au début du XXe siècle.
On a employé cette expression (en allemand Asphaltmusik) la première fois en 1922 pour le Finale 1921 de la Musique de chambre op. 24 de Paul Hindemith, puis de nouveau en 1923 pour Pacific 231 d'Arthur Honegger qui illustrait les sensations que procure un voyage à bord de la locomotive à vapeur éponyme.
La musique urbaniste, sans être un genre majeur de la musique moderne, a eu beaucoup d'impact dans les années 1920. L'aspect principal de la musique urbaniste est son figuralisme. En effet, les premières mesures de Pacific 231 évoquent très bien une machine au démarrage, puis Honegger cherche à donner la sensation de bruits de caoutchouc et de métal.
Plus encore, la Symphonie no 2 de Sergueï Prokofiev, inspirée de Pacific 231 et créée à Paris en 1925, évoque les ambiances du Paris industriel des années 1920. Le premier mouvement est très violent et dynamique, Prokofiev voulant imiter le bruit des machines. On lui reprochera d'ailleurs d'avoir composé du « bruit ».

## Œuvres urbanistes
- Musique de chambre, opus 24 de Paul Hindemith (1922)
- Pacific 231 d'Arthur Honegger (1923)
- Symphonie no 2 dite du fer et de l'acier de Sergueï Prokofiev (1924)
- Les Fonderies d'acier d'Alexandre Mossolov (1927)

L'expression musique urbaniste a parfois été employée pour parler d'Amériques (1921) ou d'autres œuvres d'Edgar Varèse.